# Untermensch

Vlag van het nationaalsocialisme.

Untermensch is een begrip uit de nationaalsocialistische ideologie (het nazisme). Dit begrip fungeert hierin als tegenhanger van het begrip Übermensch dat voor het eerst door aanhangers van de Reformatie werd gebruikt, maar het kreeg pas echt bekendheid door de Duitse filosoof Nietzsche. Later werd het door de nazi's geherdefinieerd en in hun rassenleer gebruikt.
In de nazi-ideologie waren de Germaanse volkeren, het zogenaamde Arische ras, superieur ten opzichte van andere volkeren. Het was zaak om het Arische ras, de übermenschen dus, te vrijwaren van vreemde smetten. Als untermenschen golden vooral Joden, Sinti en Roma maar ook de Slavische volkeren, Aziaten, homoseksuelen en mensen met een aangeboren handicap.
De nazi-ideologie werd gevoed door een algemene vreemdelingenhaat en antisemitisme onder de Duitse bevolking, versterkt door de nederlaag in de Eerste Wereldoorlog en de rol die de Joden daarbij gespeeld zouden hebben.
Als gevolg hiervan werden tijdens het zogeheten Aktion T4 vanaf het najaar van 1939 gehandicapten op grote schaal vermoord. Vanaf het voorjaar van 1942 werden tijdens de Holocaust meer dan zes miljoen Joden, Roma, Sinti en homoseksuelen vermoord.
Uiteindelijk keerde de slechte behandeling van de Russische en Poolse bevolking als untermenschen tijdens de Duitse inval in de toenmalige Sovjet-Unie zich tegen de Duitsers. In eerste instantie stonden zij nogal positief tegenover de Duitsers omdat zij hen als bevrijders van het stalinistische juk beschouwden. Omdat de Duitsers minstens zo erg, zo niet erger dan Stalin en zijn trawanten bleken te zijn, verloren zij de steun van de bevolking en mede hierdoor de oorlog.